# 埃尔本豪森
埃尔本豪森是德国图林根州的一个市镇。总面积20.68平方公里，总人口560人，其中男性294人，女性266人（2011年12月31日），人口密度27人/平方公里。